# Freiburger Thesen

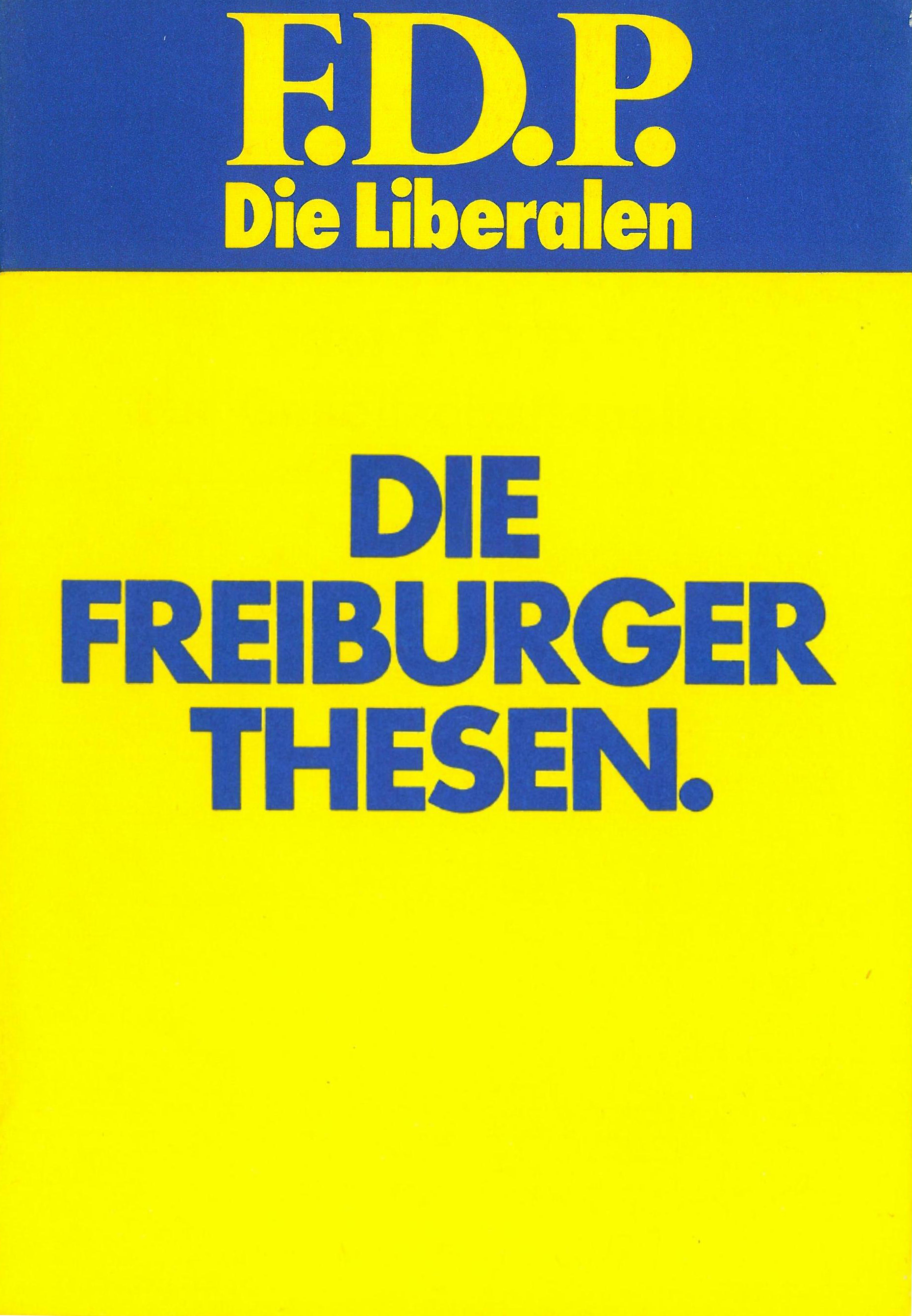
Broschüre: Freiburger Thesen, Ausgabe von 1976

Die Freiburger Thesen waren das Grundsatzprogramm der FDP von 1971. Sie wurden am 27. Oktober 1971 auf dem Bundesparteitag der FDP in Freiburg im Breisgau verabschiedet und lösten das Berliner Programm der Freien Demokratischen Partei von 1957 ab.
Die Freiburger Thesen orientierten die FDP in Richtung auf einen reformbereiten „Sozialen Liberalismus“ und enthielten einen eigenen Abschnitt zum Umweltschutz. Sie setzten programmatisch die Ziele der seit 1969 regierenden sozialliberalen Koalition um. Am 8. November 1977 wurden sie durch die eher wirtschaftsliberal ausgerichteten Kieler Thesen ergänzt und in Teilen abgelöst.

## Hintergrund
Der Liberalismus ist die älteste der modernen politischen Bewegungen. Er entstammt der Epoche der Aufklärung. Die Freie Demokratische Partei (FDP) steht in der Tradition des klassischen Liberalismus, sie ist jedoch eine politische Neugründung der Nachkriegszeit in den drei westlichen Besatzungszonen.
Die Freiburger Thesen stehen im Kontext der Gründung der ersten sozialliberalen Koalition 1969 auf Bundesebene unter maßgeblichem Einfluss des FDP-Parteivorsitzenden Walter Scheel, anschließend Außenminister, und Willy Brandts. Vorsitzender der Programmkommission der FDP für die inhaltliche Konzeption der Thesen und Hauptverfasser war der Rechtswissenschaftler Werner Maihofer. Ziel der Thesen war mitunter auch eine Emanzipation der FDP von ihrer Rolle als Mehrheitsbeschafferin im Dreiparteiensystem der damaligen Bundesrepublik, in der nach Auffassung der Programmkommission eine inhaltliche Programmatik hinter dem Image einer Funktionspartei zurückblieb.
Die Thesen wurden in mehreren Sitzungen der Programmkommission vorbereitet, die u. a. in der Theodor-Heuss-Akademie der Friedrich-Naumann-Stiftung in Gummersbach, in Bonn, Düsseldorf und Dortmund tagte.
Populär wurden die Thesen vor allem auch durch den Druck als Rowohlt-Taschenbuch, das der Parteivorsitzende Walter Scheel zusammen mit Präsidiumsmitglied Werner Maihofer und dem in Freiburg neu gewählten Generalsekretär Karl-Hermann Flach herausgab.

## Inhalt
Der Wirtschaftsliberalismus der 1950er und 1960er Jahre wurde durch einen gesellschaftspolitischen Reformliberalismus ersetzt. Liberalismus sollte nicht mehr nur politisch orientiert sein, sondern auch soziales Engagement ermöglichen. Der Freiburger Parteitag gab einem Freiheitsbegriff von Friedrich Naumann den Vorzug, nach dem die Fähigkeiten des Menschen zu selbstständigen Entscheidungen nicht im Widerspruch zu Gemeinschaft, Mitmenschlichkeit und demokratischer Partizipation stehen, sondern gerade erst in ihnen aufgehen. Die vier zentralen Thesen lauteten:
- „Liberalismus nimmt Partei für Menschenwürde durch Selbstbestimmung“
- „Liberalismus nimmt Partei für Fortschritt durch Vernunft“
- „Liberalismus fordert Demokratisierung der Gesellschaft“
- „Liberalismus fordert Reform des Kapitalismus“

Zudem waren die Freiburger Thesen das erste Parteiprogramm, das einen Abschnitt zum Umweltschutz enthielt: „Umweltschutz hat Vorrang vor Gewinnstreben und persönlichem Nutzen.“ Des Weiteren erhob es die Forderung, das Recht auf eine „menschenwürdige Umwelt“ in Artikel 2 des Grundrechtekatalogs des Grundgesetzes zu verankern. Damit nahm die FDP als erste der wesentlichen westdeutschen Parteien eine dezidierte Position zum Umweltschutz ein.
Im Großen und Ganzen betonte das Programm die Freiheit des Einzelnen, bezog aber gleichzeitig Stellung zu gesellschaftlichen Grundproblemen.

## Nachwirkung
Ab ihrer Gründung 1982 orientierten sich die Liberalen Demokraten (eine von der FDP abgespaltene Kleinpartei) an den Freiburger Thesen und wiesen diesen in ihrem Grundsatzprogramm vom 3. Dezember 2005 eine herausragende Bedeutung zu. Die Freiburger Thesen werden weiterhin auf der Webseite der Liberalen Demokraten verlinkt und als eine „soziale und liberale Gesellschaftsvision“ bezeichnet.